# Schwallenbrunnen
Koordinaten: 49° 6′ 40,2″ N, 8° 38′ 1,8″ O
Der Schwallenbrunnen ist eine Karstquelle im Saalbachtal am Rand des Kraichgaus auf der Gemarkung des Bruchsaler Stadtteils Heidelsheim, die seit den 1990er Jahren weitgehend versiegt ist.

## Lage
Der Schwallenbrunnen liegt am linken, südwestlichen Rand der Saalbachaue unterhalb des Bruchsaler Stadtteils Heidelsheim. Unmittelbar südlich führen die Bundesstraße 35 (Illingen–Germersheim) und ein Zubringer von der Bundesstraße zur Bruchsaler Kernstadt vorbei. Im Norden verläuft die württembergische Westbahn von Bietigheim-Bissingen nach Bruchsal. Die Quelle samt ihrer Umgebung ist seit Mai 1987 als Flächenhaftes Naturdenkmal ausgewiesen.
Die Quelltöpfe des Schwallenbrunnens liegen in einem rund 320 Meter langen Altarm der Saalbach, der an seinem unteren Ende an den Fluss angebunden ist. Der Altarm entstand beim Bau der Westbahn zwischen 1850 und 1853, als der Saalbachlauf begradigt wurde, um den Bau zweier größerer Brücken zu vermeiden. Der Altarm wird von einem Feldgehölz umrahmt, das überwiegend aus Robinien, Weiden und Eschen aufgebaut ist. An Wasserpflanzen kamen in den 1930er Jahren Wasserlinsen vor, die weite Teile des Gewässers bedeckten; die Wasserpest breitete sich aus; zudem werden Wasserliesch, weiße Seerose und Wassernuss erwähnt.

## Quelle und Schüttung
Der Name Schwallenbrunnen wird auf das Wort Schwall, „tiefste Stelle eines Gewässers mit einem Wasserwirbel oder Wasserstrudel“ zurückgeführt. Der Austritt des Wassers im einst bis zu drei Meter tiefen Gewässer wird als brodelnd, wallend, quirlend, schaffend und sprudelnd beschrieben, der Boden sei in ständiger Bewegung gewesen. Die südlich angrenzenden Hügel sind 1520 als Schwallenberg erwähnt.
Der Schwallenbrunnen fiel 1992 trocken; die sich ab 1994 wieder einstellende Schüttung blieb weit unter der einstigen. 2012 wurde sie auf wenig mal zehn Liter pro Sekunde geschätzt. Die Ursachen für die starke Abnahme der Schüttung sind ungeklärt; eventuell waren Drainage- oder Wasserhaltungsmaßnahmen unterhalb der Quelle, beispielsweise in Bruchsal, die Ursache. In einem oberhalb von Heidelsheim gelegenen Tiefbrunnen fiel der Grundwasserspiegel zwischen 1988 und 1992 um 5,5 Meter. In der Biotopkartierung des Schwallenbrunnens wird die Quelle seit 2015 als Sickerquelle geführt.
Die Angaben zur früheren Schüttung des Schwallenbrunnens widersprechen sich zum Teil: In der 1907 veröffentlichten Geologischen Karte 1:25000 schätzte Hans Thürach die Schüttung auf rund 100 Liter pro Sekunde.  In einem Gutachten zur Wasserversorgung Bruchsals gab Thürach 1909 die Schüttung mit mindestens 250 Liter pro Sekunde an. Laut 1956 durchgeführten überschlägigen Messungen betrug die mittlere Schüttung 300 Liter pro Sekunde. Weitere Angaben belaufen sich auf bis zu 150 Liter pro Sekunde, zwischen 100 und 400 Liter pro Sekunde sowie durchschnittlich 300 Liter pro Sekunde.
Die Temperatur des austretenden Wassers betrug konstant 11 °C, so dass der unterhalb liegende Abschnitt der Saalbach auch in strengen Wintern nicht zufror. Im Gegensatz zu den anderen Anliegern der Saalbach, zwischen denen es häufig zu Konflikten um die Nutzung des Wassers für Mühlen und zur Wiesenwässerung kam, waren Streitigkeiten zwischen Heidelsheim und Bruchsal vergleichsweise selten. Dies wird darauf zurückgeführt, dass der Schwallenbrunnen Bruchsal beständig und unabhängig mit Wasser versorgte.

## Hydrogeologie
Der Kraichgau ist überwiegend von sehr mächtigen Lössschichten bedeckt, unter denen westlich des Saalbachtals Unterkeuper ansteht. Der Hauptgrundwasserleiter wird gebildet vom Oberen und von Teilen des Mittleren Muschelkalks, die unter dem Keuper folgen. Die Schichten fallen nach Norden bis Nordosten ein; bei Heidelsheim wird das Schichtfallen durch kleinräumige Verbiegungen und Brüche uneinheitlich.
Das anzunehmende Einzugsgebiet des Schwallenbrunnens liegt zwischen Bretten und Bruchsal südwestlich des Saalbach-Laufes. Südlich von Bretten gehören große Teile des Karstgebiets der Bauschlotter Platte zum Quelleinzugsgebiet. Der Muschelkalk der Platte bildet ein weiträumig zusammenhängendes Aquifersystem mit einem freien Auslauf südlich von Bretten im Enzbrunnen. Talabwärts nimmt der Aquifer an Mächtigkeit zu; am Schwallenbrunnen, an dem die Schichtgrenze zwischen Oberem Muschelkalk und Unterem Keuper ausstreicht, ist das Grundwasser gespannt. Je nach Füllhöhe und Spannungsgrad des Grundwasserleiters schwankt die Schüttung der Überlaufquelle Schwallenbrunnen.

## Sagen und Geschichten
Um den Schwallenbrunnen ranken sich zahlreiche Sagen und Geschichten, die mündlich überliefert und in Varianten erzählt wurden. Die Ausweisung als Naturdenkmal 1987 wurde auch mit der besonderen heimatkundlichen Bedeutung der Quelle begründet.
Den Überlieferungen zufolge hausen in der Quelle Wassergeister und Nixen, die Spuk treiben und Neugierige in die Tiefen ziehen. Eine Geschichte berichtet von einer Wassernixe, die trotz des Verbotes ihres Vaters, eines Wassermanns, Spinnstuben in Heidelsheim besuchte und sich bei der Heimkehr verspätete, woraufhin der Wassermann derart tobte und wütete, dass ein schreckliches Hochwasser in der Saalbach entstand.
Einer anderen Erzählung zufolge kam Mitte des 18. Jahrhunderts ein Kaufmannswagen auf der Straße oberhalb der Quelle von der Fahrbahn ab, stürzte den Abhang herunter und versank samt Fuhrmann und vier Pferden spurlos im Schwallenbrunnen. Dieser Bericht wurde in den 1930er Jahren als unwahrscheinlich klingend, aber glaubwürdig eingestuft. Früher wurde angenommen, das Quellwasser stamme aus dem Neckarzufluss Enz. Volksüberlieferungen über einen in die Quelle gestürzten Wagen und eine Herkunft des Wassers aus der Enz sind auch für den südlich von Bretten gelegenen Enzbrunnen bekannt.